# 雷内·巴里恩托斯

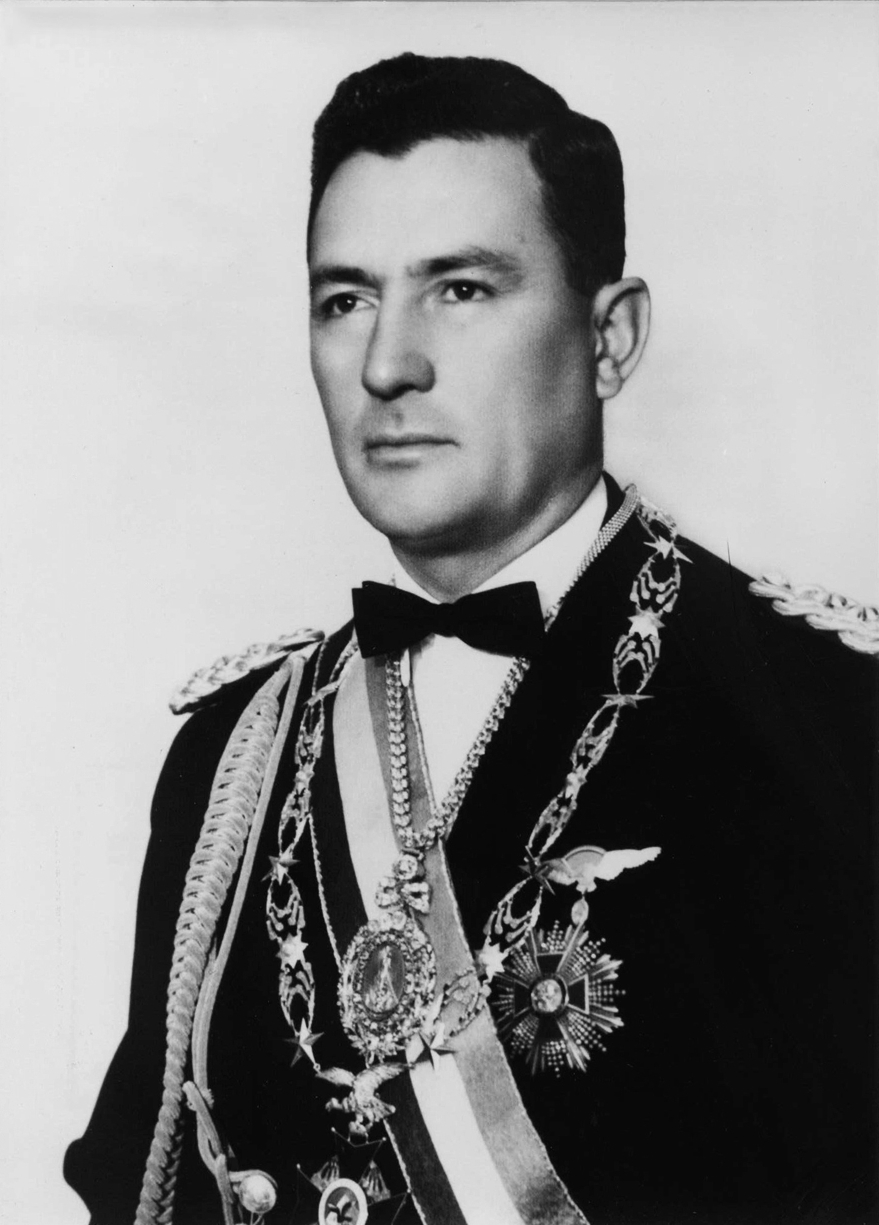
雷内·巴里恩托斯 (1967)

雷内·巴里恩托斯·奥图尼奥（西班牙語：René Barrientos Ortuño；1919年5月30日—1969年4月27日），空军准将，曾任军事航空学校校长、武装部队参谋长、空军司令，1964年与阿尔弗雷多·奥万多发动军事政变，担任军事委员会主席，之后担任了玻利维亚总统。

## 生平
1919年，出生于科恰班巴省的塔拉塔。
1959年，晋升空军准将。
1964年，任副总统。11月，与陆军司令发动军事政变，任军事委员会主席。
1966年，任总统。
1969年，因飞机失事死亡。